# Маркгрефлерландский диалект
Маркгрефлерландский диалект (нем. Markgräflerländisch) — диалект немецкого языка, распространённый в баден-вюртембергском регионе Маркгрефлерланд близ границы с Францией и Швейцарией. Принадлежит к южнобаденской группе диалектов верхнеалеманнского пространства наряду с южнофрайбургским и южношварцвальдским диалектами.